# Aerfer AE 140 W030
L'Aerfer AE 140 W030 era uno studio preliminare di un caccia intercettore supersonico teleguidato ideato dall'azienda aeronautica italiana Aerfer con sede a Pomigliano d'Arco (NA) nel 1957. Le carte dello studio di fattibilità sono state sottratte al macero alla metà degli anni ottanta: furono trovate sulla soglia della galleria del vento dell'Istituto di Progetto Velivoli della Facoltà di Ingegneria Aeronautica (oggi Aerospaziale) dell'Università degli Studi di Napoli "Federico II".

## Storia
L'Aerfer era una società del gruppo IRI-Finmeccanica costituita nel 1950 per riprendere le attività aeronautiche sospese a causa della seconda guerra mondiale. Nel 1969 entrò a far parte della neofondata Aeritalia.
Lo studio di fattibilità dell'Aerfer AE 140 W030 è datato 15 gennaio 1958. Sulla base di considerazioni favorevoli all'utilizzo di velivoli teleguidati, l'Aerfer, in collaborazione con la Marconi Italiana, elaborò uno studio preliminare da utilizzare come base per definire le specifiche relative al progetto di un velivolo intercettore teleguidato. Questo studio prevedeva un velivolo canard dotato di un'ala a forte freccia e notevole diedro negativo per formare assieme all'impennaggio verticale una base stabile per il supporto del velivolo "con la coda in giù" durante la fase di atterraggio. Le superfici anteriori, del tipo interamente mobili, erano anch'esse a freccia con un diedro positivo; potevano essere azionate simultaneamente per il controllo longitudinale del velivolo e in modo differenziale per assicurare il controllo trasversale.
Il velivolo era previsto essere equipaggiato con un radar per l'acquisizione e l'inseguimento del bersaglio ed un elaboratore elettronico per il posizionamento ed il fuoco del tipo analogo a quelli installati negli attuali intercettori.
Per il sistema di guida furono valutate due soluzioni, una di tipo inerziale ed una radio guidata del tipo Shanicle ("Short Range Navigation Vehicle") a navigazione iperbolica opportunamente modificata. Il sistema di guida Shanicle utilizza emettitori di microonde basati a terra per generare una griglia iperbolica per la distanza e l'altezza, che viene utilizzata dal missile per trovare il proprio obiettivo.
L'apparato propulsivo previsto era un motore a razzo del tipo de Havilland Spectre con una spinta massima regolabile di 8 000 lbf (35,6 N).
Il booster di lancio a propellente solido aveva una spinta di circa 178.000 N per 4 secondi.
L'atterraggio sarebbe dovuto avvenire a coda in giù sugli ammortizzatori installati alle estremità sulla deriva ed alle estremità alari. La discesa del velivolo, una volta frenato alla velocità desiderata dal motore a razzo, sarebbe stata stabilizzata da un paracadute.
All'epoca l'intercettazione dei bombardieri o dei cacciabombardieri attaccanti era teoricamente orientata secondo due direttrici principali: velivoli intercettori pilotati e missili terra-aria. Secondo l'analisi descritta nella brochure dell'Aerfer, i progressi delle caratteristiche di volo dei velivoli da combattimento rendevano l'intercettazione di un velivolo pilotato incerta ed estremamente difficoltosa. Questo era dovuto al fatto che nel binomio uomo-velivolo le caratteristiche di velocità dei velivoli crescevano continuamente mentre il tempo trascorso tra l'avvistamento della minaccia e l'azione del pilota rimaneva invariata. In sostanza l'uomo era considerato il punto debole del sistema.